# Foungbesso
Foungbesso est une localité située au nord-ouest de la Côte d'Ivoire, et appartenant au département de Touba, dans la Région du Bafing. La localité de Foungbesso est un chef-lieu de commune. De 2011 à 2016, Fadika Sarra fut la députée de Touba, chef-lieu de région comprenant les sous-préfectures de Foungbesso, Guintéguéla et de Dioman.